# تیلور منسن
تیلور منسن (انگلیسی: Taylor Manson؛ زادهٔ ۲۹ سپتامبر ۱۹۹۹) دونده اهل ایالات متحده آمریکا است.